# Ходиловичи
Ходиловичи — деревня в Жуковском районе Брянской области, в составе Ходиловичского сельского поселения. 
 Расположена в 12 км к северо-востоку от города Жуковки, на левом берегу Ветьмы. Население — 323 человека (2010).

## История
Упоминается с XVII века в составе Хвощенской волости Брянского уезда; состояла в приходе села Фошни. Входила в состав вотчины брянского Петровского монастыря. В 1677 году включала семь дворов (три крестьянских и четыре бобыльских), в которых проживало 27 человек мужского пола.
С 1840-х гг. являлась центром особой волости для государственных крестьян; с 1861 по 1925 в Фошнянской волости Брянского (с 1921 — Бежицкого) уезда. В 1870-х гг. — крупнейшее селение волости. В 1899 году была открыта земская школа.
В 1925—1929 гг. — в Жуковской волости, с 1929 в Жуковском районе. В 1954—1968 гг. — в составе Гришинослободского, Фошнянского, Саковского сельсоветов; в другие годы — в Ходиловичском сельсовете (до 1980-х гг. — его центр).
| Годы      | 1866 | 1878 | 1897 | 1926 | 1979 | 1989 | 2002 | 2010 |
| --------- | ---- | ---- | ---- | ---- | ---- | ---- | ---- | ---- |
| Население | 695  | 826  | 802  | 747  | 332  | 233  | 305  | 323  |